# 福田貴史
福田 貴史（ふくだ たかし、1982年 - ）は、日本の作曲家・編曲家・音楽プロデューサー。東京都出身。ソニー・ミュージックパブリッシング所属。

## 略歴・人物
「Sony Music Creators Audition」を経て、ソニー・ミュージックパブリッシングに所属し、作家活動を始める。
兄は尺八奏者の福田大輔で、AKB48「一歩目音頭」では兄とともに共編曲した。

## 参加作品
- AKANE LIV
  - 「Raindrop」「Sunrise Over Sea」（編曲、アルバム「LIV」収録）
- 亜希
  - 「カケラ」（作曲・編曲、配信限定シングル「カケラ」収録）
- アンジェラ・チャン
  - 「是我」（作曲）
- いきづらい部
  - 「ヒミツミチ」（作曲・編曲、シングル「What is my LIFE?」収録）
- =LOVE
  - 「記憶のどこかで」（編曲、シングル「=LOVE」収録）
- AKB48
  - 「愛しきライバル」（作曲、シングル「ラブラドール・レトリバー」収録）
  - 「一歩目音頭」（作曲・共編曲、シングル「ハロウィン・ナイト」収録）
  - 「岸が見える海から」（作曲、シングル「LOVE TRIP/しあわせを分けなさい」収録）
  - 「奇跡が消えても」（作曲）
- SKE48
  - 「美しい稲妻」（作曲、シングル「美しい稲妻」収録）
- NMB48
  - 「もう裸足にはなれない」（作曲、シングル「カモネギックス」収録）
- HKT48
  - 「夢ひとつ」（作曲・編曲、シングル「最高かよ」収録）
- NGT48
  - 「踵を鳴らせ!」（作曲・編曲、シングル「Awesome」収録）
- クリス・ハート
  - 「アイ」「最後のラブレター」「I LOVE YOU」（編曲、シングル「I LOVE YOU」収録）
  - 「たったひとつの贈り物」「まもりたい〜magic of a touch〜 (Album Ver.)」（編曲、アルバム「Song for You」収録）
  - 「home」「たしかなこと」「旅立つ日」（編曲、シングル「home」収録）
  - 「Heart Song」（編曲、アルバム）
  - 「Heart Song II」（編曲、アルバム）
  - 「風」（編曲、シングル「続く道with ゴスペラーズ」収録）
  - 「Christmas Hearts」（編曲、アルバム）
  - 「Heart SongIII」（編曲、アルバム）
  - 「あなたへ」「Brand New Day」（編曲、アルバム「あなたへ」収録）
  - 「Christmas Hearts 〜winter gift〜」（編曲、アルバム）
  - 「僕はここで生きていく」「ゆいざくら」（編曲、シングル「僕はここで生きていく」収録）
  - 「ハッピーデイズ」「Dear me」（編曲、アルバム「Song for You II」収録）
  - 「蕾」「初恋」「FINAL DISTANCE」「TOMORROW」（編曲、アルバム「Heart Song Tears」収録）
- KG
  - 「記憶の果て」（作曲・編曲、アルバム「Brand New Days」収録）
  - 「望郷」（作曲・編曲、アルバム「Gift」収録）
- 倉木麻衣
  - 「I Like It」（共作曲・編曲、アルバム「Smile」収録）、「UNBREAKABLE」（作曲・編曲、アルバム「unconditional L♡VE」収録）
- 欅坂46
  - 「山手線」（作曲・編曲、シングル「サイレントマジョリティー」収録）
- 三代目 J Soul Brothers from EXILE TRIBE
  - 「J.S.B. HAPPINESS」（共作曲・編曲、シングル「J.S.B. HAPPINESS」収録）
- GUMMY
  - 「信じてる」「あの日にいさせて」「親愛なる君へ feat.D-LITE (from BIGBANG) 」（作曲・編曲、ミニアルバム「FATE(s)」収録）
- JAY'ED
  - 「ともに」（作曲・編曲、アルバム「HOTEL HEART COLLECTOR」収録）
- JY
  - 「フェイク」（編曲、シングル「フェイク」収録）
- JYJ
  - 「Creation」（作曲・編曲、アルバム「JUST US」収録）
- GENERATIONS from EXILE TRIBE
  - 「花」（編曲、シングル「Always with you」収録）
  - 「I Believe In Miracles」（編曲、シングル「ALL FOR YOU」収録）
  - 「UNITED JOURNEY」（共作曲・編曲、シングル「F.L.Y. BOYS F.L.Y. GIRLS」収録）
- 篠崎愛
  - 「口の悪い女」（共作詞・共作曲・共編曲、シングル「口の悪い女」収録）
  - 「ラストチャンス」（編曲、EP「LOVE/HATE」収録）
- 柴咲コウ
  - 「蒼い星」（共作曲・共編曲、シングル「蒼い星」収録）
- JUJU
  - 「ただいま」（作曲、シングル「ただいま」収録）
- juliet
  - 「一緒に」（作曲、アルバム「フユバム」収録）
- SHOW-WA
  - 「外せないピンキーリング」（作曲・編曲、シングル「外せないピンキーリング」収録）
- Spontania
  - 「愛よりも強いもの」（共作曲・編曲、シングル「愛よりも強いもの」収録）
- 3B junior
  - 「恋メラ」（作曲・編曲、アルバム「3B junior ファースト・アルバム 2016」収録）
- SE7EN
  - 「Dangerman」（共作曲・共編曲、アルバム「Dangerman」収録）
- DANCE EARTH PARTY
  - 「POPCORN」（共作曲・編曲、シングル「POPCORN」収録）
- TWIN CROSS
  - 「誰かのサンタクロース」（編曲、アルバム「ホワイトギフト」収録）
- DEEP
  - 「Tell Me It's Real」（編曲、シングル「星影」収録）
- Def Tech
  - 「Shaka!」（編曲、アルバム「Eight」収録）
- 乃木坂46
  - 「立ち直り中」（作曲、シングル「命は美しい」収録）
  - 「不等号」（作曲・編曲、シングル「ハルジオンが咲く頃」収録）
  - 「ないものねだり」（共編曲、シングル「サヨナラの意味」収録）
  - 「涙の滑り台」（共作曲・編曲、シングル「人は夢を二度見る」収録）
- HOWL BE QUIET
  - 「サネカズラ」（編曲、シングル「サネカズラ」収録）
- BoA
  - 「エアポートで待ち合わせ」（作曲、シングル「FLY」収録）
  - 「FLY」（編曲、シングル「FLY」収録）
- Ms.OOJA
  - 「空と君のあいだに」「慟哭」「瞳はダイアモンド」「PIECE OF MY WISH」（編曲、アルバム「THE HITS 〜NO.1 SONG COVERS〜」収録）
- The MONSTERS（香取慎吾×山下智久）
  - 「モンスター」（アディショナルアレンジ、シングル「MONSTERS」収録）
- Little Glee Monster
  - 「会いにゆく」（共編曲、アルバム「Joyful Monster」収録）
- ローラ
  - 「memories」（編曲、シングル「memories」収録）
- ORβIT
  - 「ハナ」（共作曲・共編曲、ミニアルバム「Alter Ego」収録）
- SixTONES
  - 「Fast Lane」（共作曲・編曲、アルバム「CITY」収録）
  - 「雨」（共作曲・共編曲、シングル「こっから」収録）